# Elaine Fuchs

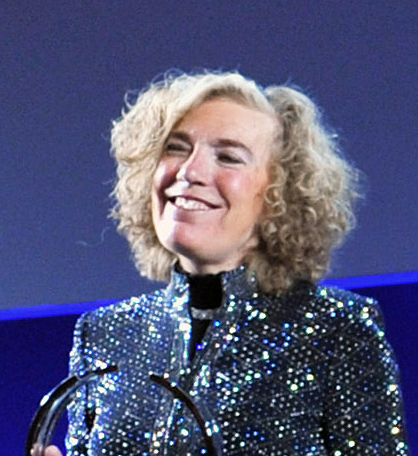
Elaine Fuchs, 2010

Elaine Viola Fuchs (* 5. Mai 1950 in Hinsdale, Illinois) ist eine US-amerikanische Biologin und Professorin an der Rockefeller University in New York City.

## Leben
Fuchs erwarb 1972 an der University of Illinois einen Bachelor in Chemie und 1977 an der Princeton University in Princeton, New Jersey, einen Ph.D. in Biochemie. Als Postdoktorandin arbeitete sie am Massachusetts Institute of Technology (MIT) in Cambridge, Massachusetts. Als Forscherin arbeitete sie 22 Jahre lang an der University of Chicago in Chicago, Illinois, ab 1980 als Assistant Professor, ab 1985 als Associate Professor, seit 1989 als ordentlicher Professor. Seit 1988 übernimmt Fuchs zusätzlich Forschungsarbeiten für das Howard Hughes Medical Institute (HHMI). 2001 war sie Präsidentin der American Society for Cell Biology. 2002 erhielt Fuchs eine Professur an der Rockefeller University in New York City.

## Wirken
Ausgehend von zellbiologischen und molekulargenetischen Untersuchungen bei Mäusen, insbesondere auch unter Verwendung von Methoden der reversen Genetik, konnte Fuchs besondere Beiträge zur Erforschung der Funktion des Keratin als Element des Zytoskeletts und der Fehlfunktionen von mutiertem Keratin und der dadurch ausgelösten Hauterkrankungen leisten. Weitere wichtige Ergebnisse ihrer Forschungen betreffen adulte Stammzellen der Haut und Hautkrebs.

## Auszeichnungen (Auswahl)
- 1994 Mitgliedschaft in der American Academy of Arts and Sciences[1]
- 1996 Keith R. Porter Lecture
- 1996 Mitgliedschaft in der National Academy of Sciences[2]
- 2001 Richard Lounsbery Award
- 2003/2004 Dickson Prize in Medicine[3]
- 2005 Mitgliedschaft in der American Philosophical Society[4]
- 2007 Fellow der American Association for the Advancement of Science
- 2008 National Medal of Science[5]
- 2010 L'Oréal-UNESCO Award for Women in Science
- 2011 Passano Award[6]
- 2011 Albany Medical Center Prize[7]
- 2012 March of Dimes Prize in Developmental Biology
- 2013 Pasarow Award für Krebsforschung[8]
- 2015 E. B. Wilson Medal
- 2018 Mitglied der Päpstlichen Akademie der Wissenschaften[9]
- 2019 Mitglied der Royal Society
- 2020 Canada Gairdner International Award
- 2023 Benjamin Franklin Medal (Franklin Institute)[10]